# Palais des expositions du Heysel
Pour les articles homonymes, voir Heysel (homonymie).
Le palais des expositions du Heysel, aussi appelé parc des expositions de Bruxelles ou Brussels Expo, est l'ensemble des 12 palais d'exposition sur le plateau du Heysel. Il est le lieu d'accueil d'une série de grandes manifestations nationales et internationales chaque année.
Les cinq palais emblématiques (aujourd'hui Palais 2, 4, 5, 6 et 10) situés autour de la pièce d'eau (face à l'Atomium) sont l'héritage de l’Exposition universelle de 1935 et érigés en style Art déco.  Ils constituent également  un souvenir de l'Exposition universelle de 1958. L'Association sans but lucratif Brussels Expo ou Parc des Expositions de Bruxelles est toujours active et participe à la vie économique de Bruxelles via l’accueil de nombreux salons, événements mais également de concerts, puisque le Palais 12 a été transformé en salle de spectacles en 2013.

## Localisation
Le Parc des expositions est situé dans le nord-ouest de Bruxelles, au centre du plateau du Heysel. Il s'agit plus exactement de la commune de Laeken. Il est situé entre la chaussée Romaine au Nord et les domaines du Stuyvenbergh et de Laeken au Sud.

## Histoire
C’est à l’initiative du roi Léopold II (1865-1909), appelé aussi, le roi bâtisseur, que de très grands travaux ont été entrepris dans la capitale. Le but de ceux-ci était d'embellir la ville et notamment, les alentours des domaines royaux. Le roi Léopold II lança de nombreux chantiers d’urbanisation à Bruxelles. Il eut aussi l'idée de lancer l'aménagement du site du Heysel. Il n’a cependant pas abouti à cette période-là, car les travaux ne débuteront que lorsque la ville de Bruxelles en deviendra le propriétaire.
En 1909, à la mort du roi, toutes ses propriétés furent cédées à l’État Belge. Dans celles-ci, se trouvait notamment le plateau du Heysel, resté non aménagé. En 1922 fut fondée la Société de l'exposition. Sa mission était de trouver un emplacement pour l'exposition universelle de 1935. Les avis étaient mitigés - certains votant pour les environs de Laeken et d'autres pour le parc de Woluwe. C'est le plateau du Heysel qui fut choisi pour le site de l’événement. Tous les éléments (bâtiments, routes, distribution d’eau et d’électricité) devaient être aménagés sur un territoire de 123 hectares. Cependant, ce n’est qu’en 1926 que l’État belge concéda le plateau du Heysel à la Ville de Bruxelles. Cette dernière jouera un rôle prépondérant dans le futur du site, en aménageant  les lieux pour l’exposition de 1935. C’est ainsi, qu’entre 1930 et 1935, débute l’édification du complexe du « Centenaire ». La première inauguration aura lieu en septembre 1930 - il s'agira du Stade du Centenaire, qui deviendra le stade Roi Baudoin en 1998.
L’échevin des travaux publics, Joseph Van de Meulebroeck lança un plan d’aménagement du Grand Palais des expositions, qu’il confie aux ingénieurs Lefèvre et Gillet, ainsi qu’à l’architecte Joseph Van Neck. Ce dernier, chargé de l’aménagement du site pour l’exposition, proposa un premier avant-projet en 1931. Influencé par les incendies qui avaient causé de nombreux dommages à la section belge lors de l’exposition universelle de 1910, l’architecte conclut que les colonnes ne pouvaient pas être métalliques. En effet, elles avaient fondu en 1910. Il estima aussi qu'il était nécessaire d'instaurer des espaces de coupe-feu dans les halles. Par ailleurs, il proposa de décorer le sommet de la façade avec des motifs caractéristiques. Ils devaient être une illustration des souverains belges, qui, jusqu'à cette date, avaient régné au sein du pays -  les rois Léopold Ier, Léopold II et Albert Ier. En 1932, Van Neck présenta un second avant-projet, dans lequel il s’écarta de l’idée de ces reliefs. Il proposa de supprimer les deux tours majestueuses ainsi que simplifier les éléments décoratifs.
L’ingénieur Louis Baes fut chargé de la question de savoir si cette structure était faisable ou non. Il changea légèrement le projet de Van Neck, en essayant de respecter toutes les exigences quant à la sécurité et l’intérêt architectural. Il indiqua dans son programme une série d’éléments qui devaient caractériser le Grand Palais. Celui-ci devait s’étendre sur une surface rectangulaire de 160m sur 90m, formant au total une superficie de 14 000m². Pour éviter les dommages de 1910, il décida que le hall devait rester entièrement désencombré. Voulant rendre l’entretien du bâtiment pratique, ainsi que plaire d’un point de vue architectural aux visiteurs, il plaça des plafonds courbés, s’écartant de l’idée d’instaurer des plafonds plats. Les mêmes raisons l’ont poussé à installer un éclairage considérable. Enfin, il conclut que la construction nécessitait des éléments d’une forme simple, non complexe. 
À la suite de l’inspection minutieuse de tous les projets, la construction put enfin débuter en septembre 1933. Les travaux furent menés par la société « Entreprise Générale des Matériaux » qui les réalisa en à peine 17 mois. Le boulevard du Centenaire fut aménagé et cinq palais furent construits sur une distance de 800 mètres. C’est à l’intérieur de ceux-ci que se trouvaient les stands de l’exposition. L’installation attira des spécialistes du monde entier, venus non seulement pour aider, mais aussi admirer la mise en place de cette infrastructure. Le style novateur de la construction, ainsi que les arcs en béton, qui ont atteint une ampleur de 86 mètres et une hauteur de 31 mètres furent les éléments qui ont suscité le plus d’intérêt.

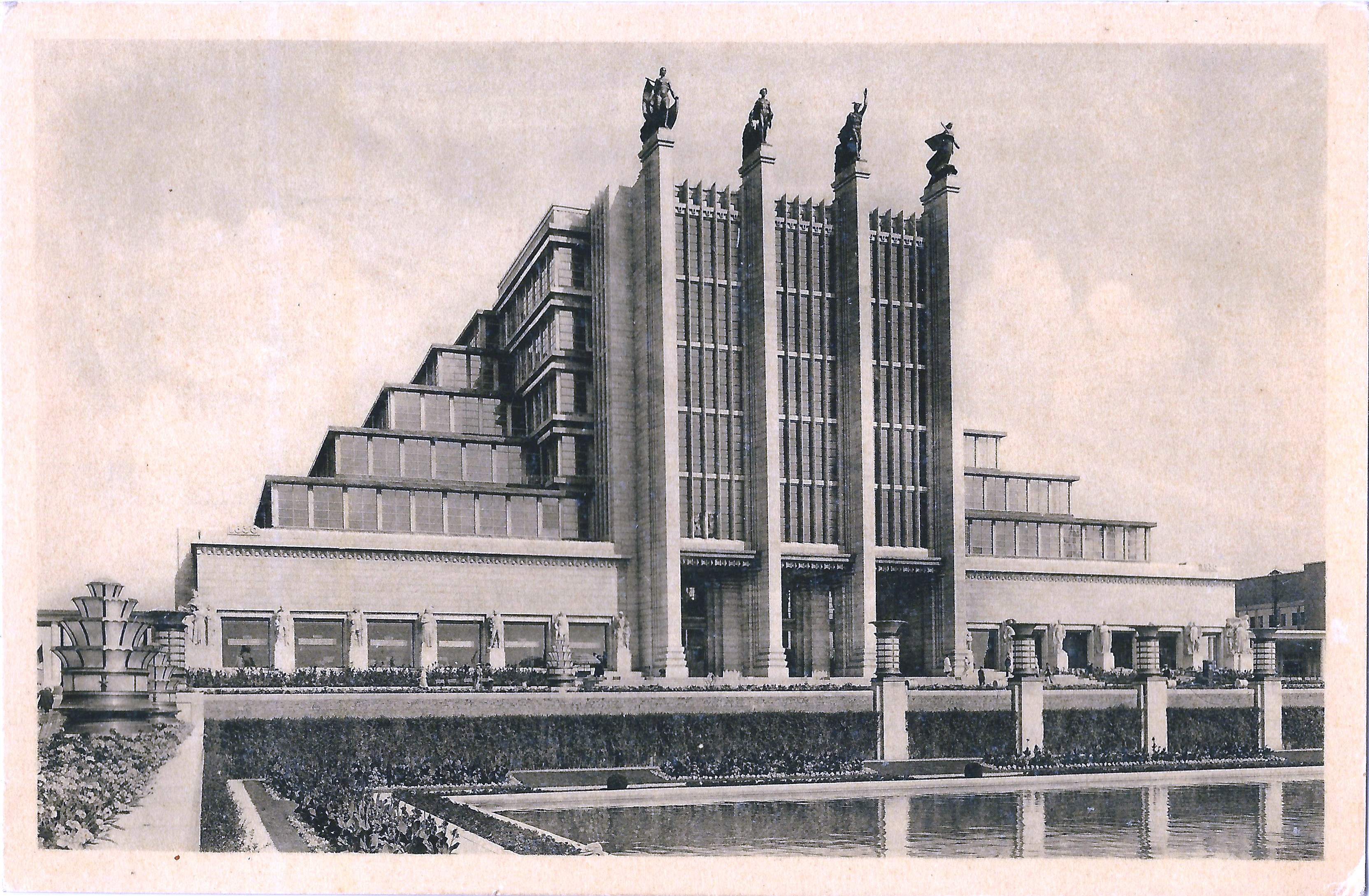
Le Palais des Expositions (ou Grand Palais) lors de l’Exposition universelle de 1935

Ce bâtiment a permis d’accueillir les expositions universelles de 1935, ainsi que de 1958. Ces deux expositions jouèrent un rôle majeur dans le développement de l’infrastructure dans la capitale, même si elles furent organisées dans deux climats différents. En effet, l’exposition universelle organisée en 1935 s’est déroulée dans un climat de crise politique et économique, tandis que l’exposition de 1958 a eu lieu durant une période beaucoup plus paisible. En effet, ces deux expositions accueillies dans les palais d'expositions ont contribué à la transformation de la capitale belge, en une ville plus moderne, mais aussi à un changement moral, et au développement des relations internationales. C’est ainsi, grâce à l’exposition universelle de 1935 que le Parc des Expositions (aujourd'hui Brussels Expo) a vu le jour et a permis à la Ville de Bruxelles d’accueillir de nombreux autres événements, tels que des foires, salons, expositions et événements en tout genre.

## Architecture

### Aménagement extérieur
Le Grand Palais des expositions s'étend sur une superficie d’environ 14 000 m2. Cette construction est prévue en vue d'honorer la nation centenaire. En effet, depuis son indépendance, la ville de Bruxelles édifie des monuments de grande envergure, dans lesquels s'inscrit le Palais des expositions. Il fait preuve d'une prouesse technique, car tout l'édifice repose sur une structure de béton armé, sans aucune colonne à l'intérieur du hall. Bien que la façade principale prouve l’existence d’un style néo-classique, on constate[style à revoir] que les différents bâtiments sont une figure représentative du style architectural qui s'est étendu durant l’entre-deux-guerres : l'Art déco. La façade est dotée de quatre piles, qui faisaient référence à la Colonne du Congrès. De part et d'autre de celle-ci, on implanta deux tours d’une hauteur de 90 mètres. Par cette construction, on veut[style à revoir] symboliser le progrès économique de la Belgique,.
Les architectes construisent le bâtiment en hommage au thème principal de l’exposition de 1935 – les transports. C'est Égide Rombaux, professeur à l'Académie des Beaux-Arts de Bruxelles qui conçut la décoration du palais. Avec ses élèves, il réalise 18 sculptures, symbolisant les activités nationales du royaume. Elles se divisent en trois catégories :
- Les quatre statues ornant le sommet de la façade principale symbolisent la navigation (Adolphe Wansart), la traction à vapeur (Marnix d’Haveloose), la traction hippomobile (Jacques Marin) et l'aviation (Ernest Wynants). Elles sont réalisées en bronze doré et s’élèvent sur une hauteur de 4,3 mètres.

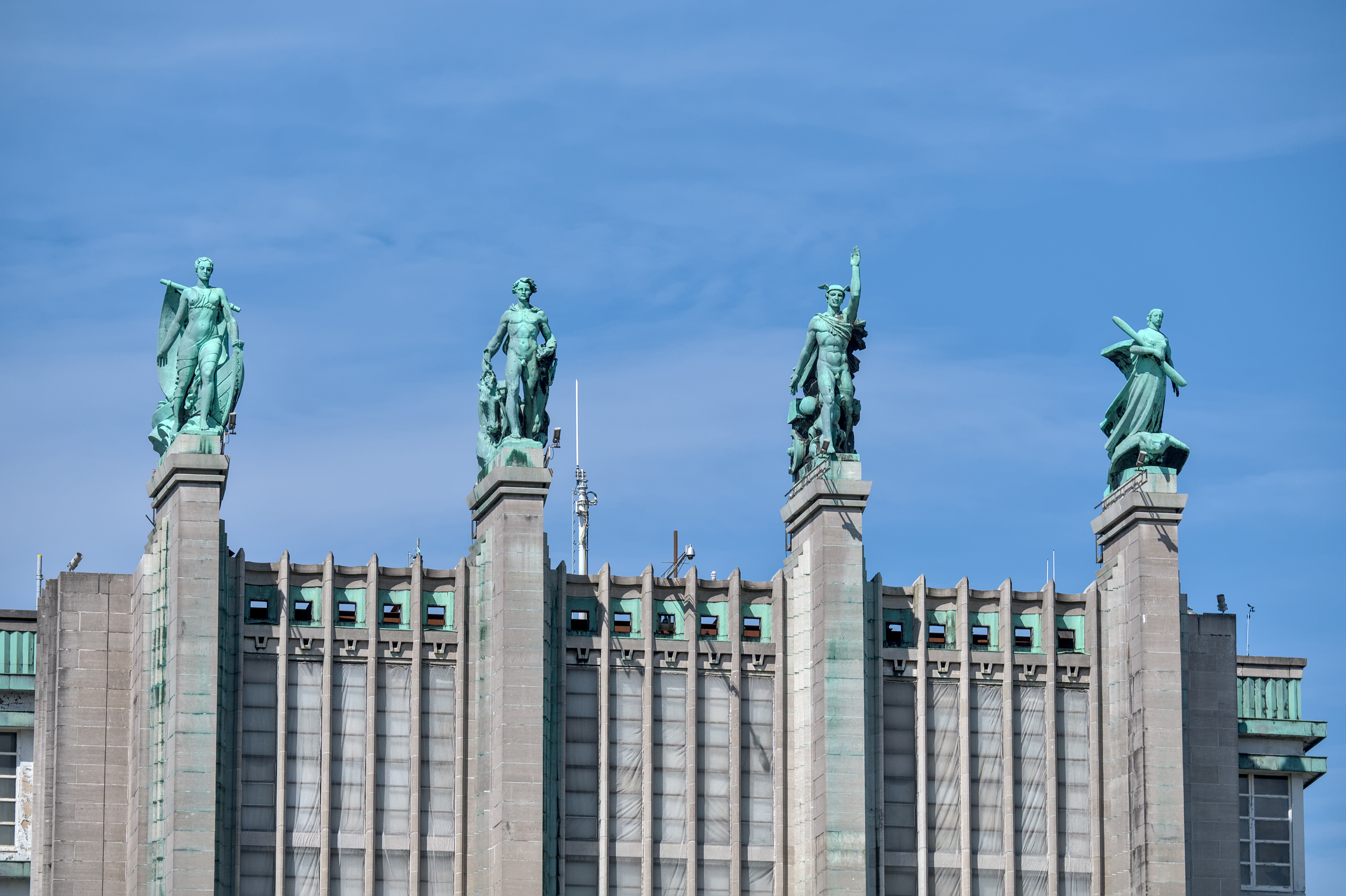

- Ensuite, à l’extrémité, sont placés deux emblèmes du centenaire de l’indépendance - le « Groupe 1830 » (Pierre Braecke), ainsi que le « Groupe 1930 » (Égide Rombaux). Ces statues sont en pierre bleue, d’une hauteur d’environ 3,5 mètres.

- Enfin, les douze statues fixées au sol sont un symbole des activités économiques de la nation. Il s’agit de l’agriculture, la pêche en mer, le tissage, la mine, la métallurgie, l’enseignement technique, la colonisation, le commerce, l’industrie, la science, l’étude et les arts. Elles sont également construites en pierre bleue[9].

### Aménagement intérieur
C'est Victor Bourgeois qui est chargé de l'aménagement du hall principal du Palais des expositions. À nouveau en honneur au thème de l'exposition, l'intérieur représente une Gare modèle. Ce motif est lié à la célébration du centenaire du premier chemin de fer. Il s'agit d'une ligne reliant Bruxelles et Malines, inaugurée en 1835. Dans l'entièreté de la salle sont placés différentes constructions, installations et services dont le but est de montrer le fonctionnement d'une gare. La situation actuelle[Quand ?] du réseau ferroviaire en circulation est indiquée sur une immense carte lumineuse, qui se situait au fond du hall. S'y trouvent entre autres des bureaux de renseignements (notamment, celui de la Société Nationale des Chemins de fer belges), un restaurant, un écran, un atelier de photographie, des magasins et au centre, est placée une fontaine qui représente une sirène. Derrière l'entrée, douze voies de 85 mètres chacune s'ouvrent. Sur celles-ci, sont placés des trains, des wagons, des locomotives, provenant non seulement de Belgique, mais aussi d'autres pays étrangers, tels que la France ou l'Italie.

### Réaménagement pour l'exposition universelle de 1958

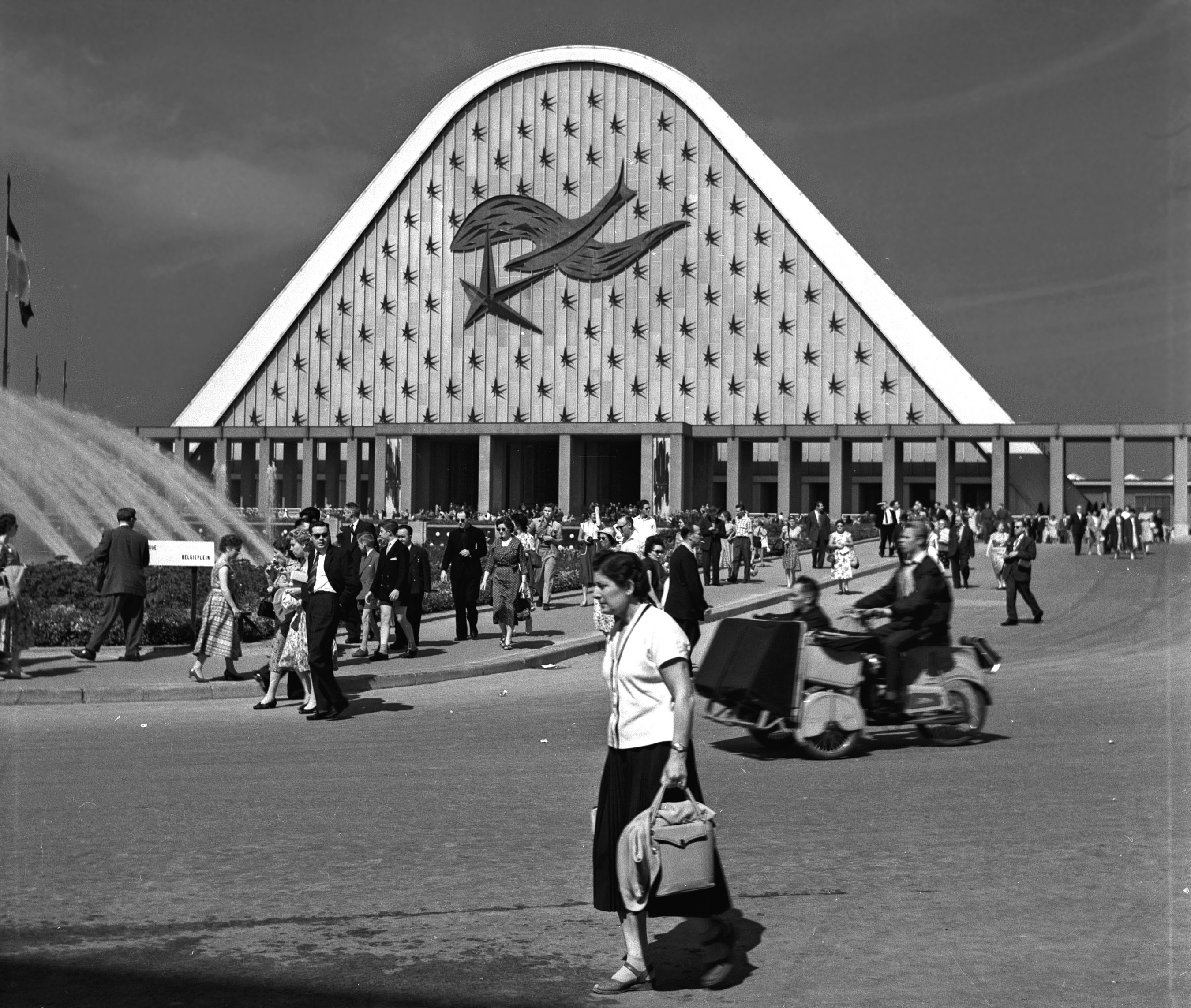
Façade du palais 5 lors de l'Exposition universelle de 1958.

Le site du Heysel est gardé pour l'exposition universelle de 1958. Cependant, il a nécessité quelques réaménagements. Par ailleurs, il est décidé de l'agrandir et drainer les bâtiments. Œuvre de l’Art Déco, le Grand Palais ne correspondait pas avec l’épanouissement des années 1950, durant lesquelles régnait un climat d’internationalisation, de joie et de vivacité. Ainsi, les architectes Jacques Dupuis et Albert Bontridder décidèrent de transformer la façade principale. Elle est illuminée par des centaines d’étoiles de bronze. Au centre de celle-ci, est placée une colombe en cuivre, étendue sur une longueur de 20 mètres – symbole de la paix universelle. Un nouveau palais accompagné d’un patio est construit à l’arrière de l’ancien. Ce qui change considérablement, c’est l'apparence des pavillons. Dorénavant, l'architecture moderne règne partout. Elle se caractérise par des couleurs vives, des constructions en verre et acier. L'exemple le plus emblématique est l'Atomium, également construit à l'occasion de cette exposition.

## Activité actuelle
Les 12 Palais  du Parc des expositions de Bruxelles constituent un ensemble de lieu événementiel qui accueille chaque année une série de manifestations d'envergure telles que le Salon de l'Auto et le salon Batibouw ainsi que des salons internationaux tels que Seafood. Il est l’illustration la plus caractéristique d’une infrastructure entière, composée de 12 palais et atteignant une superficie de 115 000 m². Actuellement[Quand ?], le site accueille environ 2,5 millions de visiteurs sur plus de 150 événements par an. C’est un lieu de rassemblement, où une multitude d’activités touchant à plusieurs secteurs sont exercées, tant sur le plan économique que culturel. Le Palais 12 est aujourd'hui une salle de concerts et spectacles reconnue dans le paysage culturel à Bruxelles.